# Tanya Acosta
Tanya Acosta (ur. 11 marca 1991) – argentyńska siatkarka, reprezentantka kraju, grająca na pozycji atakującej. Od sezonu 2019/2020 występuje w peruwiańskiej drużynie Regatas Lima.

## Sukcesy reprezentacyjne
Puchar Panamerykański:
- 2013, 2015

Igrzyska Panamerykańskie:
- 2019